# ولیم، گوا
ولیم، گوا (به انگلیسی: Velim, Goa) یک منطقهٔ مسکونی در هند است که در South Goa واقع شده‌است.

## خصوصیات
ولیم ۱۰ متر بالاتر از سطح دریا واقع شده‌است.